# Charlie Baty
Charles Little Charlie Baty (* 10. Juli 1953 in Birmingham (Alabama); † 7. März 2020) war ein US-amerikanischer Musiker (Gitarre, auch Mundharmonika) des Bluesrock und des West Coast Blues.

## Leben und wirken
Baty zog mit seiner Familie im Alter von 8 Jahren nach Kalifornien, wo er mit 12 Jahren begann, Mundharmonika zu spielen. Nach dem Abschluss der High School erwarb Baty einen Abschluss in Mathematik an der University of California, Berkeley. 1976 gründete er gemeinsam mit Rick Estrin die Gruppe Little Charlie & the Nightcats, wo er zur Gitarre wechselte. Die Band spielte bald als Vorgruppe für Acts wie Big Mama Thornton, Pee Wee Crayton, Charles Brown, Sonny Rhodes, Albert Collins, Floyd Dixon, John Lee Hooker und Gatemouth Brown, bevor sie bei Festivals mit eigenen Shows auftraten und 1982 ein erstes Album veröffentlichten, dem zahlreiche folgten. 
2008 schied Baty nach 32-jähriger Tätigkeit bei The Nightcats, die seit den 1990er Jahren national bekannt waren, aus. Gemeinsam mit Mark Hummel spielte er die Live-CD Remembering Little Walter  mit Künstlern wie Charlie Musselwhite oder Billy Boy Arnold ein. Zwischen 2012 und 2016 tourte er mit Anson Funderburgh und Mark Hummel als Golden State/Lone Star Revue und nahm mit diesem Projekt zwei CDs für das Label Electro-Fi auf. Dann veröffentlichte er mit Organ Grinder Swing das Album Skronky Tonk, das von der Kritik gefeiert wurde; es erhielt im Magazin Down Beat vier Sterne. 2018 war er auch mit Nick Moss unterwegs und ist zudem mit dem kanadischen Gitarristen J. W. Jones aufgetreten. Auch spielte er vier Alben mit Big Harp George ein, das letzte im Januar 2020. Zuletzt war er mit Sugar Ray and the Bluetones auf Tournee, auf deren jüngstem Album er auch zu hören ist. Er war ferner an Aufnahmen mit John P. Hammond, Too Slim and the Taildraggers oder Kid Ramos beteiligt.